# Cabo Adare

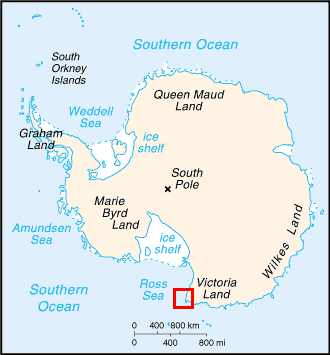
Localización del cabo Adare.

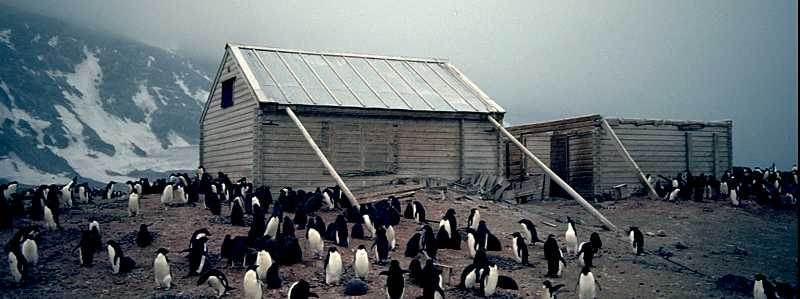
Campamento de 1899 de Carsten Borchgrevink.

El cabo Adare es una saliente de la costa de la Antártida en la punta de la península Adare, que marca el comienzo occidental del mar de Ross, y está rodeado por la cordillera del Almirantazgo. El lugar fue un importante campamento base durante la edad heroica de la exploración de la Antártida. 
El cabo Adare se considera como el punto de arranque de los macizos de las montañas Transantárticas, por lo que es uno de los puntos extremos del límite entre los dos grandes sectores del continente: la Antártida Oriental y la Antártida Occidental. Es también el punto que marca el límite entre la costa Pennell y la costa Borchgrevink de la Tierra de Victoria.

## Historia
El cabo Adare fue descubierto por James Clark Ross en 1841 y lo nombró así en honor de su amigo el vizconde de Adare (este título deriva de la localidad de Adare (Irlanda)). La expedición Southern Cross y la expedición Aurora situaron su campamento base en esta zona (Cabañas de Borchgrevink). Los miembros del equipo norte de la expedición Terra Nova estuvieron en el cabo Adare entre 1911-1912 y construyeron un refugio, actualmente en ruinas.

## Zona protegida
La tumba de Nicolai Hanson en el cabo Adare, un miembro noruego de la expedición antártica británica “Cruz del Sur” en 1898-1900, dirigida por Carsten Borchgrevink, compuesta de una cruz, una placa y una gran roca que marca la cabeza de la tumba, y esta misma está marcada por piedras de cuarzo blanco, fue designada Sitio y Monumento Histórico de la Antártida n.º 23 bajo el Tratado Antártico.
En 1998 el sitio del cabo Adare fue designado ZEP 29. En 2002 pasó a denominarse Zona Antártica Especialmente Protegida ZAEP 159: Cabo Adare, Costa Borchgrevink.